# Fetisovo
Fetisovo é uma vila localizada no Cazaquistão na costa do Mar Cáspio . A rota europeia E121 passa pela vila.